# Maksim Tsvetkov (biatleet)
Maksim Sergejevitsj Tsvetkov (Russisch: Максим Сергеевич Цветков) (Babajevo, 3 januari 1992) is een Russisch biatleet.

## Carrière
Tsvetkov maakte zijn wereldbekerdebuut in het seizoen 2012/13 waar hij 71e werd in het algemene klassement. Het volgende seizoen werd hij maar 92e en haalde enkel punten in de sprint onderdelen. In 2014/15 haalde hij veel meer punten en werd 33e in het eindklassement en 19e in het klassement individueel. Het jaar erop werd hij 26e in het algemene klassement, in het seizoen 2016/17 werd hij negentiende. Het seizoen 2017/2018 werd hij 22e, het jaar erna scoorde hij opnieuw minder punten en werd 82e. De twee seizoen erna nam hij niet deel aan de wereldbeker maar keerde succesvol terug in het seizoen 2021/22. Na lange afwezigheid werd hij 55e in het algemene klassement.
Hij nam in 2015 voor de eerste keer deel aan de wereldkampioenschappen waar hij 10e werd in de gemengde estafette. Het jaar erop nam hij opnieuw deel met een zesde plaats op de estafette, op de sprint werd hij 42e en 43e op de achtervolging. In 2017 werd hij voor de eerste keer wereldkampioen door met de Russische ploeg de estafette te winnen. Hij werd ook 26e op de massastart en 69e op de sprint.
In 2022 maakte hij zijn debuut op de Olympische Winterspelen waar hij brons won op de estafette en tweemaal naast een medaille greep op de sprint en individueel. Op de achtervolging werd hij 17e en op de massastart 20e.

## Resultaten

### Olympische Winterspelen
| Jaar | Plaats | Onderdeel   | Onderdeel | Onderdeel     | Onderdeel  | Onderdeel | Onderdeel          |
| Jaar | Plaats | Individueel | Sprint    | Achtervolging | Massastart | Estafette | Gemengde estafette |
| ---- | ------ | ----------- | --------- | ------------- | ---------- | --------- | ------------------ |
| 2022 | Peking | 4e          | 4e        | 17e           | 20e        | ↑         | –                  |

### Wereldkampioenschappen
| Jaar | Plaats      | Onderdeel   | Onderdeel | Onderdeel     | Onderdeel  | Onderdeel | Onderdeel          | Onderdeel |
| Jaar | Plaats      | Individueel | Sprint    | Achtervolging | Massastart | Estafette | Gemengde estafette |           |
| ---- | ----------- | ----------- | --------- | ------------- | ---------- | --------- | ------------------ | --------- |
| 2015 | Kontiolahti | –           | –         | –             | –          | –         | 10e                |           |
| 2016 | Oslo        | –           | 42e       | 43e           | –          | 6e        | –                  |           |
| 2017 | Hochfilzen  | –           | 69e       | –             | 26e        | Goud      | –                  |           |

### Wereldbeker
Eindklasseringen
| Seizoen   | Algemeen | Individueel | Sprint | Achtervolging | Massastart |
| --------- | -------- | ----------- | ------ | ------------- | ---------- |
| 2012/2013 | 71e      | –           | 62e    | 76e           | –          |
| 2013/2014 | 92e      | –           | 84e    | –             | –          |
| 2014/2015 | 33e      | 19e         | 31e    | 40e           | 32e        |
| 2015/2016 | 26e      | 22e         | 24e    | 25e           | 29e        |
| 2016/2017 | 19e      | 19e         | 18e    | 20e           | 19e        |
| 2017/2018 | 22e      | 36e         | 26e    | 15e           | 23e        |
| 2018/2019 | 82e      | –           | –      | 58e           | –          |
| 2019/2020 | –        | –           | –      | –             | –          |
| 2020/2021 | –        | –           | –      | –             | –          |
| 2021/2022 | 55e      | –           | 71e    | 36e           | –          |

Wereldbekerzeges
| Nr.         | Datum            | Plaats             | Onderdeel          |
| Individueel | Individueel      | Individueel        | Individueel        |
| ----------- | ---------------- | ------------------ | ------------------ |
| 1.          | 25 maart 2018    | Tjoemen            | 15 km massastart   |
| Estafette   |                  |                    |                    |
| 1.          | 13 december 2014 | Hochfilzen         | 4x7,5 km estafette |
| 2.          | 15 februari 2015 | Oslo               | 4x7,5 km estafette |
| 3.          | 24 januari 2016  | Antholz-Anterselva | 4x7,5 km estafette |
| 4.          | 13 januari 2019  | Oberhof            | 4x7,5 km estafette |
| 5.          | 15 januari 2022  | Ruhpolding         | 4x7,5 km estafette |